# Rocco Ostermann
Rocco Ostermann (Dinxperlo, 1966) is een Nederlands auteur, zanger en gitarist.

## Biografie
Rocco Ostermann is een vanuit Arnhem opererende zanger, multi-instrumentalist, componist, auteur en verhalenverteller. Hij is actief in De Niemanders, die volgens de Volkskrant een van de indrukwekkendste rockplaten van de afgelopen jaren maakten. Verder speelt en zingt hij in onder andere Donnerwetter en Shaking Godspeed. Ook was Ostermann hoofdman van Magic Fish waarmee hij in 1993 de Music Maker Award won in de categorie gitaar. In muziektijdschrift OOR werd hij beschreven als een 'intense performer'.
Ostermann was eigenlijk voorbestemd profvoetballer te worden, keeper om precies te zijn. Spelend bij de Graafschap verhinderde een zware blessure aan zijn hand dat. Bij de revalidatie daarna leerde hij zichzelf gitaar te spelen en te zingen. Na een aantal jaren als straatartiest te hebben rondgereisd richtte hij eind 1991 Magic Fish op.
Ostermann is tevens oprichter van de in het Achterhoeks zingende pop/rockgroep The Bruurkes en hij speelt in het improvisatiecollectief Thee Hämmer. Ook is hij te horen op cd's van onder meer Bert Heerink, De Kift, Henry Welling en Einfach Kurt.
Behalve in bands is hij ook solo actief. Met zijn vertolkingen van Cash, the American Recordings gaf hij optredens in onder andere Nederland, Duitsland en Ierland. Hij wordt door velen gezien als een van de beste Johnny Cash-vertolkers van Nederland. Ook zingt hij jaarlijks in zijn geboortedorp Dinxperlo op het podium van de Blue Lake Proms in samenwerking met fanfareorkest Psalm 150.
Naast de muziek schrijft hij verhalen, columns en poëzie, ook in het Achterhoeks. In 2018 werd van hem een boek uitgebracht, getiteld De Buitenstaander.
In 2020 leverde hij twee liedjes aan voor de cd Hoogriet van de Zaanse band De Kift, en speelde ook mee op dit album.
Samen met André Manuel vormt hij sinds 2020 het duo Maneman & Ostermann, dat twee muziekprogramma's maakte.
In 2021 verscheen de door Ostermann geschreven ode aan de Achterhoek Hier in de Achterhoek.

## Discografie
Magic Fish
- Absolutely Free (1993; cd)
- Can you see me (1995; ep)
- It's in the blood (1998; cd)
- Birds - Magic Fish live (2000; dubbel-cd)
- Momo Taxi (2004; ep)

Singles:
- Shooting videos (1998)
- It's in the blood (2004)
- Absolutely Free (2018)

Heruitgave:
- Absolutely free/Momo taxi (2018; dubbel-lp)

The Bruurkes
- Oaveral en Nörgens livealbum (2014; cd)

Singles:
- Blokhut in de achterhoek (2009)
- Kerstliedjen (2009)
- Geesink krig de geest (2010)
- Töt an de moan (2010)
- Willem (2012)
- Herman höldt van Kapsalon (2013)

Donnerwetter
- Donnerwetter (2014; lp/cd)
- Pavlov Beauty Saloon (2016; lp/cd)
- The Boy With The Joker Gun (2018; lp)

Singles:
- Dance (2013)
- Spontana Fontana (2018)

Heruitgave:
- Donnerwetter (2017; cd, incl. 4 bonustracks)

Shaking Godspeed (2 albums meegespeeld)
- Welcome back Wolf (2014; lp/cd)
- Rumspringa (2016; lp/cd; soundtrack van het gelijknamige theaterstuk dat onder de vlag van Orkater onder andere Oerol aandeed en toerde door het land.)

Singles:
- Future boogie (2014)
- Paranoia Blues (2014)
- Tombstone Blues (2014)
- Last night on earth (2017)

Sputnik 9 (zanger/gitarist/tekstschrijver)
- Sputnik 9 (2016; lp)

Singles:
- Kiss my apocalyps
- The Phantom

De Niemanders
- De Niemanders (2020; cd/dubbel-lp)

Singles:
- Die ogen (2019)
- Van niets naar iets (2020)
- Walk a mile (2020)
- Kopfkino (2021)
- Ik had altijd voor ogen thuis te komen (2021)

- Nederlandse Thesaurus van Auteursnamen: 419146571
- Virtual International Authority File: 301153409675541581230